# Normanna (Texas)
Normanna es un lugar designado por el censo ubicado en el condado de Bee en el estado estadounidense de Texas. En el Censo de 2010 tenía una población de 113 habitantes y una densidad poblacional de 32,39 personas por km².

## Geografía
Normanna se encuentra ubicado en las coordenadas 28°31′40″N 97°46′59″O / 28.52778, -97.78306. Según la Oficina del Censo de los Estados Unidos, Normanna tiene una superficie total de 3.49 km², de la cual 3.49 km² corresponden a tierra firme y (0%) 0 km² es agua.

## Demografía
Según el censo de 2010, había 113 personas residiendo en Normanna. La densidad de población era de 32,39 hab./km². De los 113 habitantes, Normanna estaba compuesto por el 84.07% blancos, el 2.65% eran afroamericanos, el 0% eran amerindios, el 0% eran asiáticos, el 0% eran isleños del Pacífico, el 7.96% eran de otras razas y el 5.31% pertenecían a dos o más razas. Del total de la población el 48.67% eran hispanos o latinos de cualquier raza.